# Tomah
Tomah (hoocąk: Ho'ųnį Xųnųnįk) és una població dels Estats Units a l'estat de Wisconsin. Segons el cens del 2000 tenia 8.419 habitants.

## Demografia
Segons el cens del 2000, Tomah tenia 8.419 habitants, 3.451 habitatges, i 2.098 famílies. La densitat de població era de 443,5 habitants per km².
Dels 3.451 habitatges en un 31,7% hi vivien nens de menys de 18 anys, en un 45,2% hi vivien parelles casades, en un 11,4% dones solteres, i en un 39,2% no eren unitats familiars. En el 33,6% dels habitatges hi vivien persones soles el 15% de les quals corresponia a persones de 65 anys o més que vivien soles. El nombre mitjà de persones vivint en cada habitatge era de 2,31 i el nombre mitjà de persones que vivien en cada família era de 2,96.
Per edats la població es repartia de la següent manera: un 25,8% tenia menys de 18 anys, un 8% entre 18 i 24, un 26,5% entre 25 i 44, un 22% de 45 a 60 i un 17,7% 65 anys o més.
L'edat mediana era de 38 anys. Per cada 100 dones de 18 o més anys hi havia 95,2 homes.
La renda mediana per habitatge era de 31.986 $ i la renda mediana per família de 42.881 $. Els homes tenien una renda mediana de 31.612 $ mentre que les dones 21.377 $. La renda per capita de la població era de 17.409 $. Aproximadament el 8,4% de les famílies i el 12,7% de la població estaven per davall del llindar de pobresa.

## Poblacions més properes
El següent diagrama mostra les poblacions més properes.